# Upadek planetoidy Eltanin
Upadek planetoidy Eltanin – upadek ciała niebieskiego, który miał miejsce w plejstocenie w południowo-wschodnim Oceanie Spokojnym. Jest to jedyny jak dotąd (2013) udokumentowany upadek na głębokim oceanie, pomimo że ocean pokrywa 71% powierzchni planety i takie uderzenia z pewnością miały miejsce także w przeszłości (znane są kratery uderzeniowe powstałe na dnach płytszych mórz). Planetoida, która zderzyła się z Ziemią, uderzyła w ocean, wywołując potężne fale tsunami i (prawdopodobnie) zmiany klimatyczne na skalę globalną.

## Odkrycie i badania

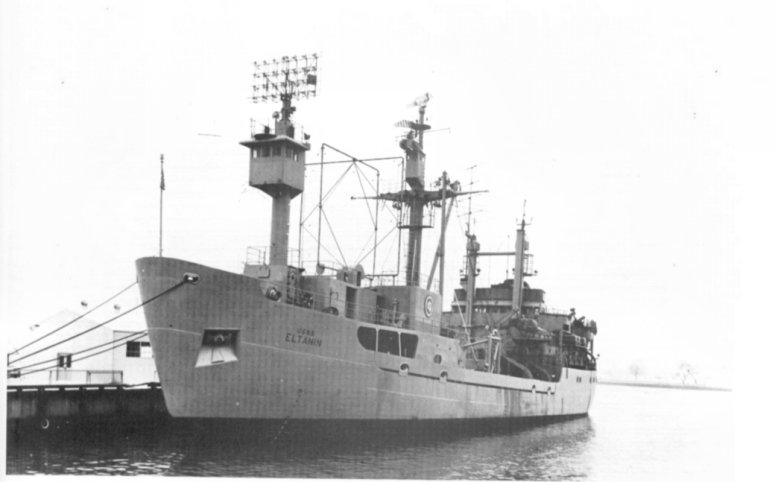
Okręt USNS Eltanin

Wydarzenie to zostało rozpoznane w 1981 r. jako anomalia irydowa w rdzeniach osadowych wydobytych w 1965 r. przez okręt badawczy marynarki USA USNS Eltanin (stąd nazwa). Dalsze badania wykazały występowanie meteorytów w rdzeniach odległych o 500 km, zostały one zaklasyfikowane jako mezosyderyty. W 1995 roku statek badawczy FS Polarstern przeprowadził badania w rejonie, w którym miał miejsce impakt, odnajdując dowody na przemieszanie osadów w wieku od eoceńskiego po plioceński na dużym obszarze wskutek uderzenia. Obraz komplikuje istnienie w tym obszarze gór podmorskich Freeden. Ocenia się, że dno morskie w pobliżu tych gór na obszarze o powierzchni ok. 20 tys. km² zawiera od 1 do 6 gramów materii meteorytowej na centymetr kwadratowy, więcej niż gdziekolwiek na Ziemi.
Upadek planetoidy Eltanin nie pozostawił krateru uderzeniowego na dnie oceanu.
Datowanie palomagnetyczne i biostratygraficzne rdzeni osadowych pozwoliło określić, że upadek ten miał miejsce 2,511 ± 0,07 miliona lat temu. W tym czasie miały miejsce szybkie zmiany klimatyczne; impakt mógł się przyczynić do przyspieszenia ochładzania klimatu.

## Upadek
Planetoida Eltanin miała od 1 do 4 km średnicy i gdyby uderzyła w kontynent, mogłaby utworzyć krater o średnicy od 15 do 40 km. Impakt miał jednak miejsce w głębokim na 5 km oceanie. Takie uderzenie musiało wywołać powstanie olbrzymich fal. Przy założeniu, że planetoida miała 4 km średnicy, w chwili impaktu w oceanie powstała wyrwa o średnicy 60 km, sięgająca do dna. Fale rozchodzące się w oceanie od miejsca uderzenia w 2,5 godziny przebyły 1750 km i dotarły do wybrzeży Ameryki Południowej i Antarktydy. Na szelfach kontynentalnych zmalała ich prędkość, lecz wzrosła amplituda, sprawiając, że kolejne nadchodzące grzbiety fal mogły osiągnąć wysokość 200–300 m. 2,5 godziny później fale dotarły m.in. do zamarzniętego Morza Rossa, mając amplitudę od 65 do 150 m, zapewne wystarczającą, by zdestabilizować istniejące wówczas lodowce szelfowe. Po ponad 10 godzinach od impaktu fale, mające na otwartym oceanie wysokość 35–40 m, uderzyły w wybrzeża Ameryki Środkowej i Australii. Jeżeli planetoida miałaby czterokrotnie mniejszą średnicę, fale miałyby ok. 5 razy mniejszą wysokość. Dla porównania, fale wywoływane przez duże trzęsienia ziemi mają zazwyczaj na otwartym oceanie amplitudę rzędu kilkudziesięciu centymetrów.

## Skutki
Na wybrzeżach kontynentów bliskich miejsca impaktu odnalezione zostały pewne anomalie geologiczne, będące świadectwem tego wydarzenia. Na wybrzeżu Peru odkryto zgrupowanie pomieszanych, kompletnych szkieletów ssaków morskich i lądowych; na wybrzeżu Antarktydy cienka warstwa plejstoceńskich osadów morskich zawierających okrzemki znajduje się kilkadziesiąt metrów powyżej współczesnego poziomu morza. Prawdopodobnie zostały one tam przeniesione z szelfu przez uderzenie potężnej fali tsunami.
W chwili upadku planetoidy wielkie ilości słonej wody zostały wyrzucone w atmosferę; takie zdarzenie mogło mieć dalekosiężne skutki dla klimatu, w tym zmniejszenie nasłonecznienia, ochłodzenie globu i powiększenie dziury ozonowej. W Górach Transantarktycznych odnaleziono osady morskie, okrzemki i promienice, które mogły trafić tam wraz z opadem materii wyrzuconej przez uderzenie planetoidy.